# Мартынов, Павел Ефимович
Павел Ефимович Мартынов — начальник шахты № 32 (г. Воркута), Герой Социалистического Труда.
Шахтёрская биография началась в 1942 году на строительстве Озинских сланцевых рудников в Саратовской области. В 1945 году работал начальником буровзрывных работ шахты имени «Молодой гвардии» комбината «Ворошиловуголь». В 1950 году по направлению Министерства угольной промышленности работал горным мастером Кашнирского рудоуправления, откуда был направлен на высшие инженерные курсы Днепропетровского горного института. Трудовая деятельность в комбинате «Воркутауголь» началась в 1953 году в шахтоуправлении № 2, затем была продолжена в должности начальника производственного отдела комбината. В 1962 году выдвинут на должность начальника шахты № 32 (впоследствии шахта «Промышленная»).
За достижение высоких показателей работы коллективу шахты неоднократно присваиваются первые места во Всесоюзном соцсоревновании коллективов угольной промышленности. В 1971 году за выдающиеся успехи в выполнении заданий пятилетнего плана, достижение высоких технико-экономических показателей в работе присвоено звание Героя Социалистического Труда. Награждён орденом «Знак Почёта», юбилейной медалью «За доблестный труд. В ознаменование 100-летия со дня рождения В. И. Ленина». Является полным кавалером «Шахтёрской славы».